# 방콕 스카이트레인
BTS 스카이트레인(태국어: รถไฟฟ้าบีทีเอส, Bangkok Mass Transit System, BTS Skytrain)은 타이 방콕의 교통난을 위해 만든 지상철이다.

## 개요
방콕 메트로폴리탄 관리국(BMA)의 승인 하에 Bangkok Mass Transit System Public Company Limited (BTSC)에 의해 운영된다.
이 시스템은 두 개의 노선 23개의 역으로 운영된다. 쑤쿰빗 선은 북쪽과 동쪽을 운행하며, 모찟 역과 온눗 역이 각각 종점이 된다. 시롬 선은 시롬 역과 사톤 가, 중앙 비즈니스 구역을 통과하여 국립경기장 역에서 웡위안야이 역까지 운행을 한다. 이 두 역은 싸얌 역에서 교차를 하며, 운항 거리는 55km이다.
이 시스템의 공식 명칭은 HM 국왕의 60회 생일 기념 고속 열차(태국어: รถไฟฟ้าเฉลิมพระเกียรติ 6 รอบ พระชนมพรรษา)이다. 태국의 첫 번째 전동열차로써 1999년 12월 6일 운행을 개시하였다. 주요 환승역은 쑤쿰빗에 위치한 아속 역(อโศก), 시롬에 위치한 살라댕 역(ศาลาแดง), 싸얌 역(สยาม)이다.

## 역사
방콕 메트로폴리탄 관리국에 의한 BTS 시스템은 밴쿠버 스카이 트레인을 개발, 설계한 SNC-라발린의 기술을 적용했기 때문에 처음에는 ‘라발린 스카이트레인’으로 명명되었다. 1992년 정치적인 이유로 라발린이라는 이름은 취소되었다. 만성적인 방콕의 정체에도 불구하고 타이 당국은 도로 건설에 역량을 집중하였다. 그러나 이러한 방법으로 정체를 해소할 수 없었다.
1990년대 초 짜오프라야강을 건너는 2개의 다리 중간에 라발린 스카이트레인이 건설되었다. 딱신교는 지금은 실롬선을 톤부리까지 연결하며, 2009년 4월에 완공되었다. 프라뽀끌라오 다리를 연결하는 지지대는 현재 사용하지는 않지만, 이후 MRT 보라 선의 일부로 사용될 예정이다.

## 승차권
스카이트레인 운영시간은 매일 06:00부터 24:00까지로 요금은 거리에 따라 10-40바트로 차등 적용된다.
티켓은 자동판매기에서 구입해야 하며, 각 역에 위치한 안내소에서는 동전교환만이 가능하며 정액권 티켓을 판매한다.

## 노선
| 코드                     | 차량명                   | 차량명                   | 차량명                   | 환승                                | 개통일                    |
| 코드                     | 한글                     | 태국어                   | 영어                     | 환승                                | 개통일                    |
| 수쿰윗선(Sukhumvit Line) | 수쿰윗선(Sukhumvit Line) | 수쿰윗선(Sukhumvit Line) | 수쿰윗선(Sukhumvit Line) | 수쿰윗선(Sukhumvit Line)            | 수쿰윗선(Sukhumvit Line)  |
| ------------------------ | ------------------------ | ------------------------ | ------------------------ | ----------------------------------- | ------------------------- |
| N8                       | 모칫                     | หมอชิต                    | Mo Chit                  | 방콕 지하철 짜뚜짝공원 역           | 1999년 12월 6일           |
| N7                       | 사판콰이                 | สะพานควาย                | Saphan Khwai             |                                     | 1999년 12월 6일           |
| N6                       | 쎄나루엄                 | เสนาร่วม                  | Sena Ruam                | 계획                                |                           |
| N5                       | 아리                     | อารีย์                     | Ari                      | 1999년 12월 6일                     |                           |
| N4                       | 사남빠오                 | สนามเป้า                  | Sanam Pao                | 1999년 12월 6일                     |                           |
| N3                       | 아눗사와리               | อนุสาวรีย์ชัยสมรภูมิ           | Victory Monument         | 1999년 12월 6일                     | 방콕 지하철 황선(건설 중) |
| N2                       | 파야타이                 | พญาไท                    | Phaya Thai               | 1999년 12월 6일                     | 수완나품 공항선           |
| N1                       | 라차테위                 | ราชเทวี                   | Ratchathewi              | 1999년 12월 6일                     |                           |
| CEN                      | 싸얌                     | สยาม                     | Siam                     | 1999년 12월 6일                     | 씨롬선                    |
| E1                       | 칫롬                     | ชิดลม                     | Chit Lom                 | 1999년 12월 6일                     |                           |
| E2                       | 플른찟                   | เพลินจิต                   | Phloen Chit              | 1999년 12월 6일                     |                           |
| E3                       | 나나                     | นานา                     | Nana                     | 1999년 12월 6일                     |                           |
| E4                       | 아속                     | อโศก                     | Asok                     | 1999년 12월 6일                     | 방콕 지하철 쑤쿰윗 역     |
| E5                       | 프롬퐁                   | พร้อมพงษ์                  | Phrom Phong              | 1999년 12월 6일                     |                           |
| E6                       | 통로                     | ทองหล่อ                   | Thong Lo                 | 1999년 12월 6일                     |                           |
| E7                       | 에까마이                 | เอกมัย                    | Ekkamai                  | 1999년 12월 6일                     |                           |
| E8                       | 프라카농                 | พระโขนง                  | Phra Khanong             | 1999년 12월 6일                     |                           |
| E9                       | 온눗                     | อ่อนนุช                    | On Nut                   | 1999년 12월 6일                     |                           |
| E10                      | 방짝                     | บางจาก                   | Bangchak                 | 2010년                              |                           |
| E11                      | 뿐나위티                 | ปุณณวิถี                    | Punnawithi               | 2010년                              |                           |
| E12                      | 우돔숙                   | อุดมสุข                    | Udom Suk                 | 2010년                              |                           |
| E13                      | 방나                     | บางนา                    | Bang Na                  | 2010년                              |                           |
| E14                      | 배링                     | แบริ่ง                     | Bearing                  | 2010년                              |                           |
| E15                      | 삼롱                     | สำโรง                    | Samrong                  | 방콕 스카이트레인 노란색 선(공사중) | 2017년 4월 6일            |
| E16                      | 뿌짜오                   | ปู่เจ้า                     | Pu Chao                  |                                     | 2018년 12월 6일           |
| E17                      | 창에라완                 | ช้างเอราวัณ                | Chang Erawan             |                                     | 2018년 12월 6일           |
| E18                      | 태국 왕립 해군 학교      | โรงเรียนนายเรือ            | Royal Thai Naval Academy |                                     | 2018년 12월 6일           |
| E19                      | 빡남                     | ปากน้ำ                    | Pak nam                  |                                     | 2018년 12월 6일           |
| E20                      | 시나카린                 | ศรีนครินทร์                 | Srinagarindra            |                                     | 2018년 12월 6일           |
| E21                      | 프랙사                   | แพรกษา                   | Phraek Sa                |                                     | 2018년 12월 6일           |
| E22                      | 사이루앗                 | สายลวด                   | Sai Luat                 |                                     | 2018년 12월 6일           |
| E23                      | 케하                     | เคหะฯ                    | Khe Ha                   |                                     | 2018년 12월 6일           |
| 시롬선(Silom Line)       |                          |                          |                          |                                     |                           |
| W1                       | 사남깔라행찻             | สนามกีฬาแห่งชาติ            | National Stadium         |                                     | 1999년 12월 6일           |
| CEN                      | 싸얌                     | สยาม                     | Siam                     | 수쿰윗선                            | 1999년 12월 6일           |
| S1                       | 라차담리                 | ราชดำริ                   | Ratchadamri              |                                     | 1999년 12월 6일           |
| S2                       | 살라댕                   | ศาลาแดง                  | Sala Daeng               | 방콕 지하철 씨롬 역                 | 1999년 12월 6일           |
| S3                       | 총논시                   | ช่องนนทรี                  | Chong Nonsi              | 방콕 비알티 사톤 역                 | 1999년 12월 6일           |
| S4                       | 세인트루이스             | เซนต์หลุยส์                 | Saint Louis              |                                     | 2021년2월 8일             |
| S5                       | 수라삭                   | สุรศักดิ์                    | Surasak                  |                                     | 1999년12월 6일            |
| S6                       | 사판딱신                 | สะพานตากสิน               | Saphan Taksin            |                                     | 1999년12월 6일            |
| S7                       | 끄룽톤부리               | กรุงธนบุรี                  | Krung Thonburi           | 방콕 스카이트레인 골드 선(공사중)   | 2009년5월 15일            |
| S8                       | 웡위안야이               | วงเวียนใหญ่                | Wongwian Yai             |                                     | 2009년5월 15일            |
| S9                       | 포니밋                   | โพธิ์นิมิตร                  | Pho Nimit                | 2013년 1월 12일                     |                           |
| S10                      | 뜰랏쁠루                 | ตลาดพลู                   | Talat Plu                | 방콕 비알티 라차프륵 역             | 2013년 2월 14일           |
| S11                      | 우타깟                   | วุฒากาศ                   | Wutthakat                |                                     | 2013년 12월 5일           |
| S12                      | 방와                     | บางหว้า                   | Bang Wa                  | 방콕 지하철 보라 선(공사중)         | 2013년 12월 5일           |

## 같이 보기
- 방콕 지하철

## 갤러리

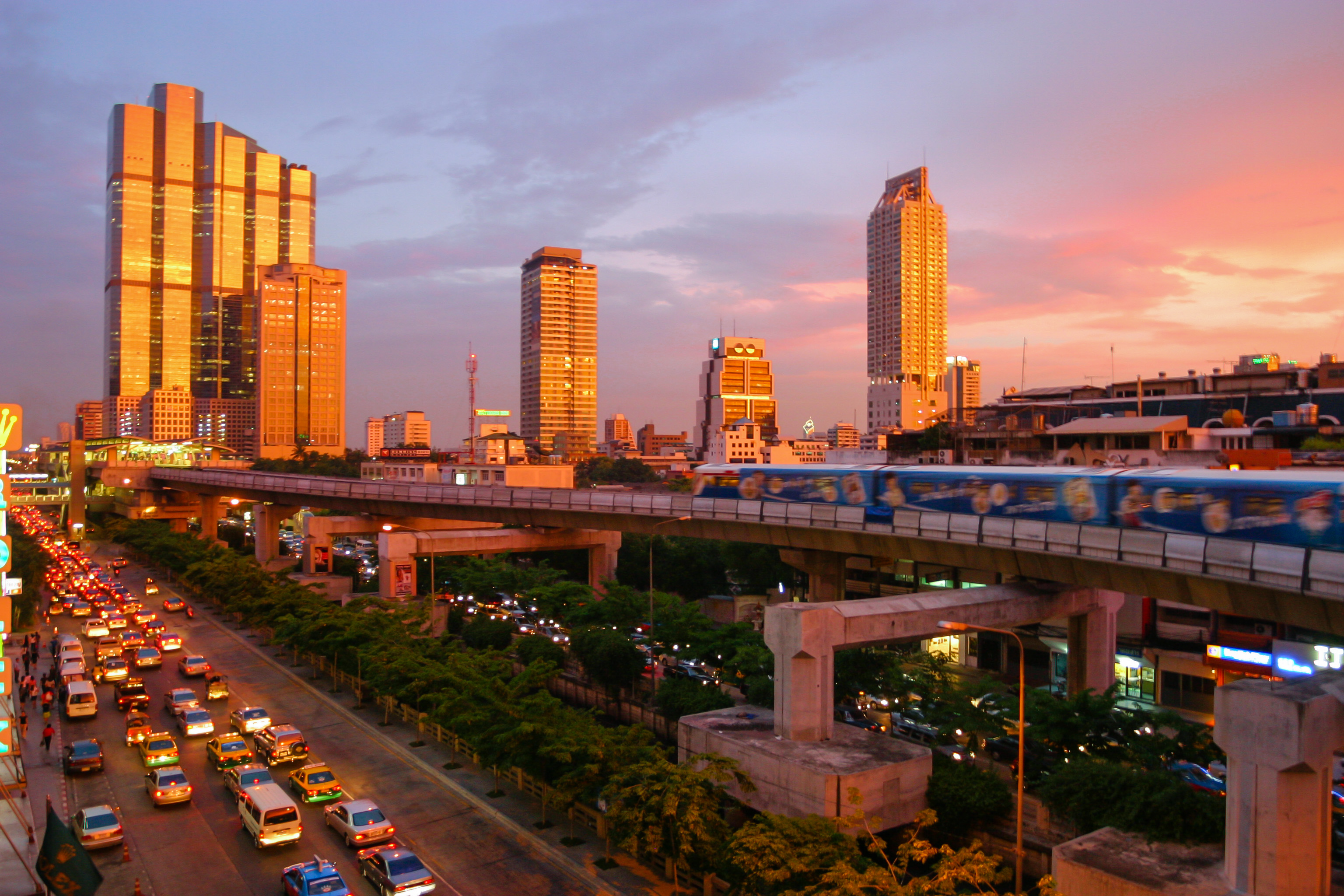
스카이 트레인의 철로
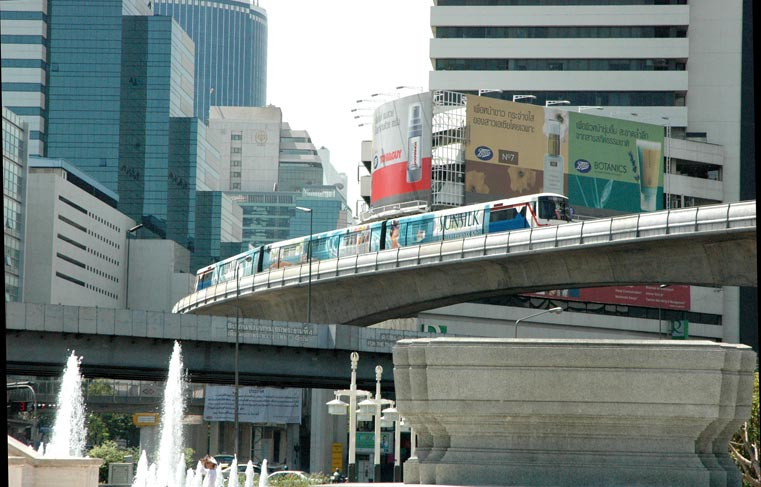
살라댕 역 부근의 스카이 트레인
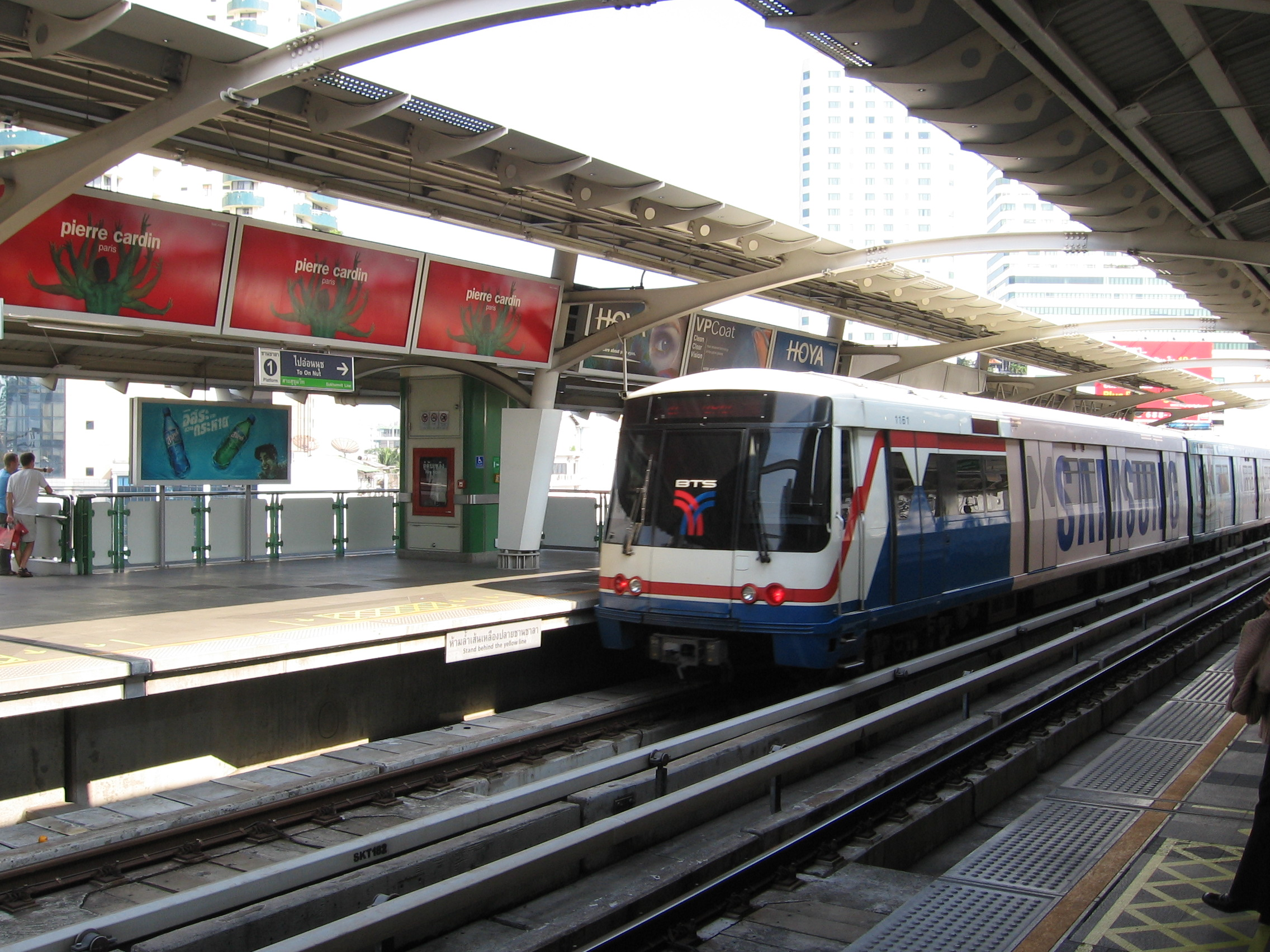
아속 역의 차량
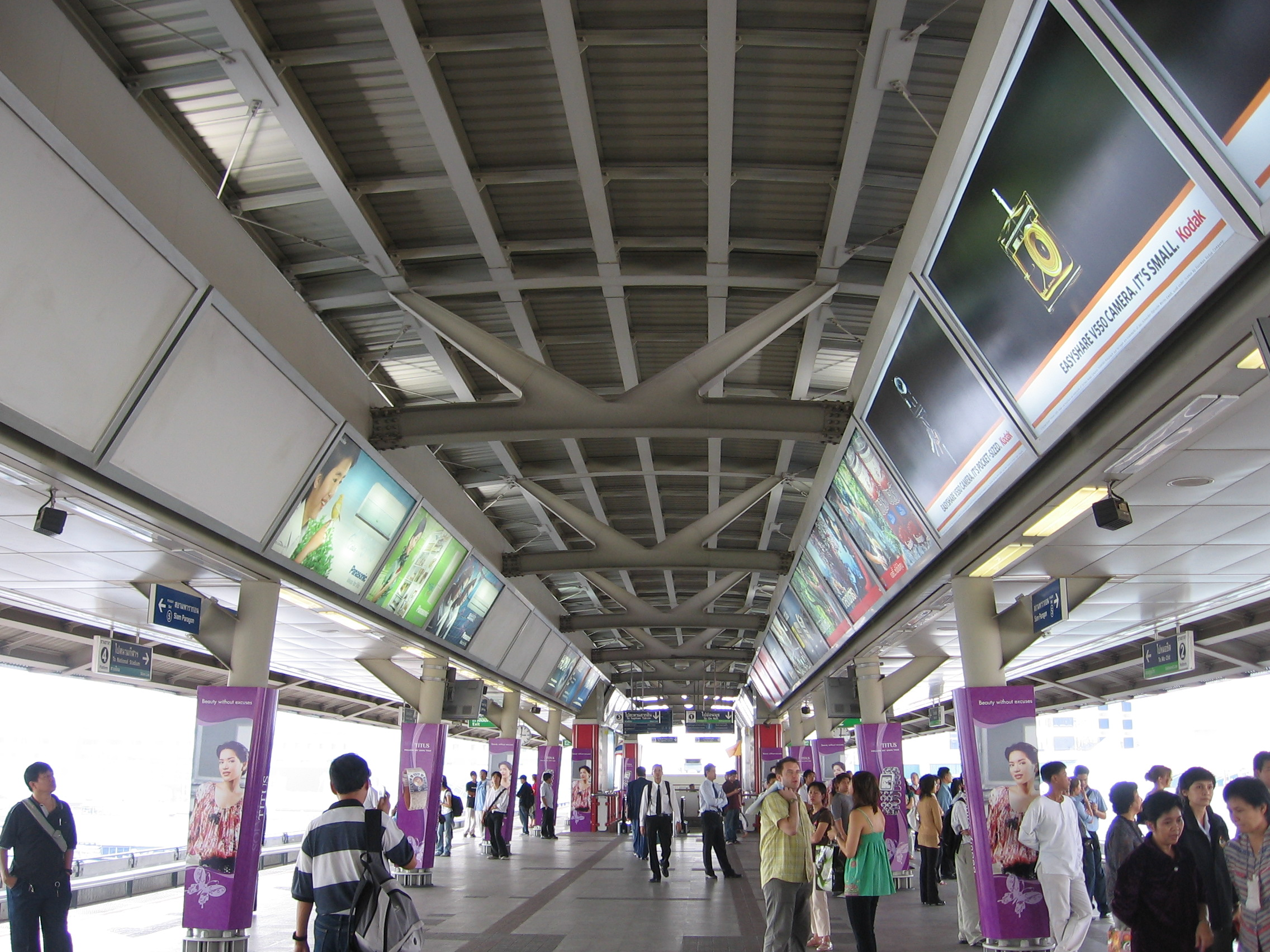
시암 역
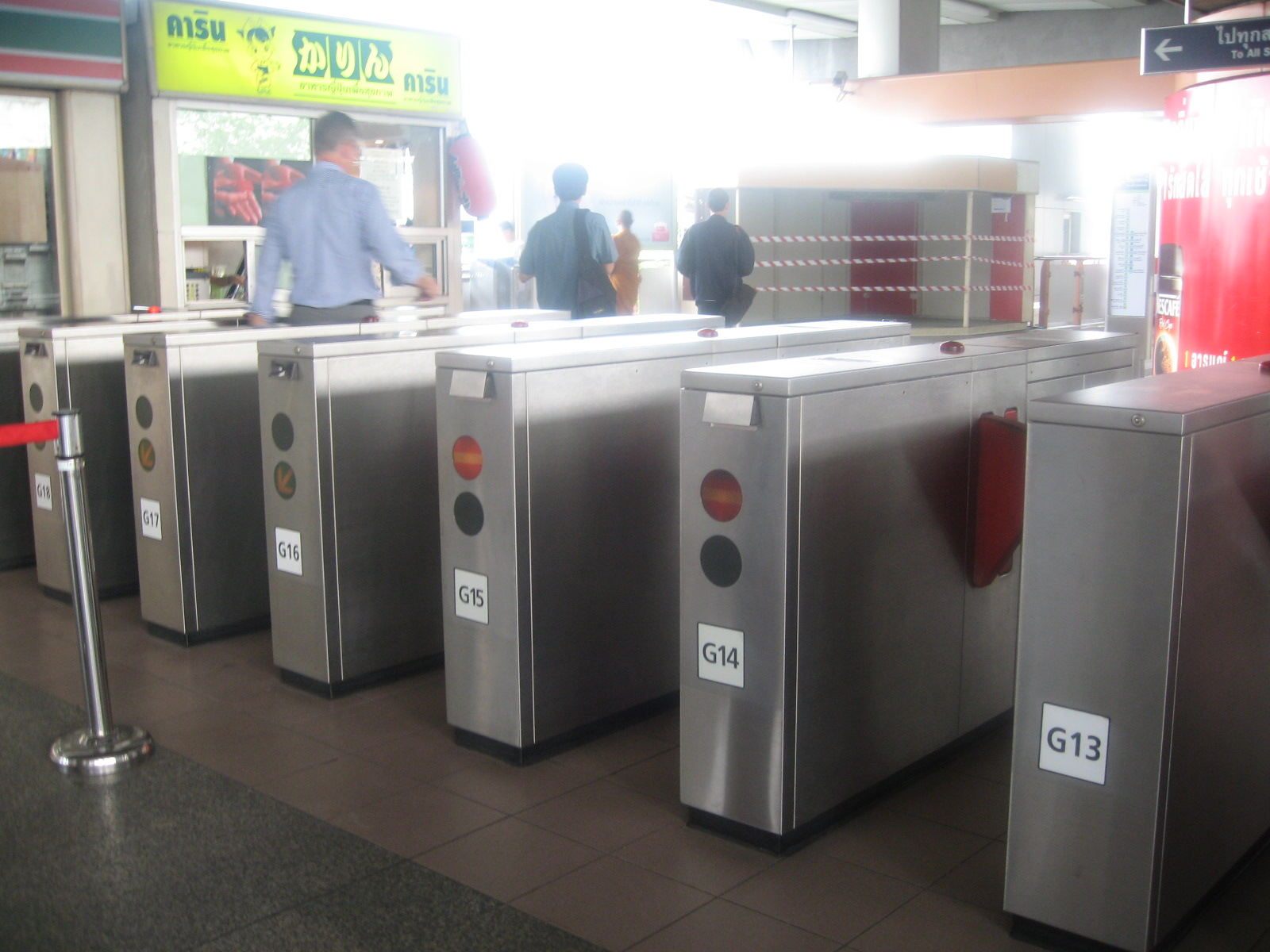
자동차표구
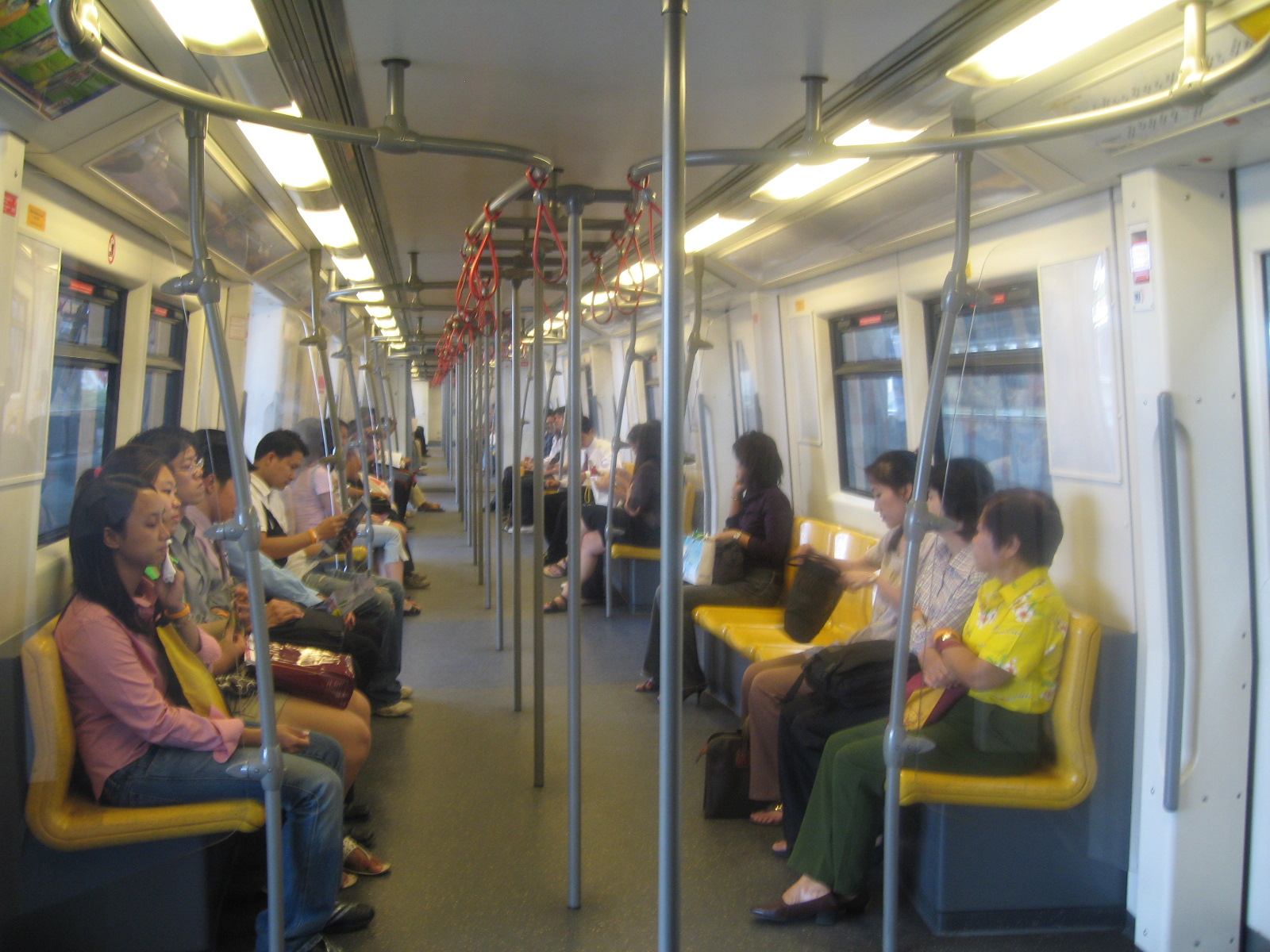
스카이 트레인 내부